# Тарасенко, Александр Викторович
Алекса́ндр Ви́кторович Тара́сенко (укр. Олександр Вікторович Тарасенко; род. 11 декабря 1978, Жёлтые Воды, Днепропетровская область) — украинский футболист, защитник.

## Игровая карьера
Воспитанник желтоводского футбола. Первый тренер — П. А. Шеремет.
На взрослом уровне начал играть в 1994 году в команде «Сириус» (Желтые Воды), с которой выиграл переходную лигу и поднялся во вторую, сыграв за два сезона всего 2 матча. Обладатель Кубка Николаевской области 1995 года и бронзовый призёр чемпионата Николаевской области 1995 года.
С 1997 по 2004 годы выступал за команду второй лиги «Олимпия ФК АЭС» (Южноукраинск), одновременно сыграв и в первой лиге за «Николаев», фарм-клубом которого была команда «атомщиков». В 149 матчах за «Олимпию» забил 12 мячей, за «Николаев» в сезоне 2001/02 отыграл 18 поединков. Дальше в карьере Александра были «Горняк-Спорт» (Комсомольск), «ИгроСервис» (Симферополь), «Александрия» и «Нефтяник-Укрнафта». В 2011 году вернулся в «Николаев».
Следующей зимой из Николаева уехал на просмотр в узбекский клуб «Бухара», с которым после месячного пребывания в тренировочном лагере подписал контракт. В высшей лиге чемпионата Узбекистана дебютировал 15 марта 2012 года в матче первого тура против «Пахтакора» (0:1). За «Бухару» отыграл без замен все 13 поединков первого круга чемпионата 2012 года.
Летом 2012 года во второй раз вернулся в «Николаев» и в первом же матче против «Буковины» попал в символическую сборную тура первой лиги по версии Football.ua. После завершения сезона 2012/13 покинул команду. Новый сезон начал в армянском «Титане», где провёл неплохое полугодие. Однако в итоге расстался с середняком Favbet Лиги 1 и снова стал легионером.
В 2014 году Тарасенко вместе с земляком Олегом Дмитренко выступал в команде «Гранитас» (Клайпеда), по итогам сезона 2013 завоевавшей право выступать в А-Лиге — высшем дивизионе литовского футбола. На следующий год играл за литовскую «Круою». В последние годы карьеры выступал в Канаде.

## Достижения
- Победитель Второй лиги Украины: 2010/11
- Серебряный призёр Второй лиги Украины: 2005/06